# 内田一成
内田 一成（うちだ いっせい、1952年 − ）は、日本の臨床心理学者・教育学者。学位は、博士（心身障害学）。上越教育大学名誉教授。
専門は、臨床心理学、学校心理学、福祉心理学、心理療法（応用行動分析、行動療法、認知行動療法）。臨床心理士、専門行動療法士。2003年より上越教育大学大学院学校教育研究科（臨床心理学コース）教授（2008年改組）、2005年より兵庫教育大学大学院連合学校教育学研究科博士後期課程研究指導担当（臨床心理学）教授（兼任）。2013年上越教育大学名誉教授。
児童青年期の心理障害ならびに発達障害や知的障害の行動問題の形成メカニズムの解明とそれに即した心理療法技法（応用行動分析，行動療法、認知行動療法等）の開発研究、強度行動障害に対する行動療法における新たな臨床モデルの開発研究、知的障害・発達障害をもつ人のソーシャルスキルに関する応用行動分析プログラムの開発研究を手がけ、適応行動の学習や発達の妨害要因となる常同行動や儀式的行動を適応行動に変換する技法の開発により３つの学術団体から表彰されている。
特に自閉症の各種行動障害の成立機序に関する基礎研究と臨床研究では、行動症状の発達的経過とその規定要因などの解明とともに、症状相互の因果関係が3経路5水準によって説明されることを明らかにしてきた。そして最も本質的な2大症状を仲介する症状の形成に必要な発達的基礎条件と行動的基礎条件を明らかにし、そのメカニズムに即した新たな臨床技法として拮抗行動の自然分化強化手続き（NDRA：natural differential reinforcement of alternative behavior）を用いることによって、それらの症状を適切な行動に変換させられることを立証するとともに、その新技法の発展可能性や臨床指針の信頼性を検討するなど、新たな臨床技法の確立を図った。それにとどまらず、これらの成果は、現在なお上回ることのできない画期的な臨床成績を示したロヴァース(Lovaas,1987)の就学前３ヵ年間プログラム（正常範囲への改善率：実験群47.4%；対照群：0〜4.8%）の初年度プログラムに本臨床パッケージをに組み込めば、さらに良好な臨床成績を提供できることを示唆するものでもあった。この3ヵ年プログラムは、早期訓練、集中訓練、訓練場面の拡大を柱としているが、このうち比較的実行しやすい集中訓練は、科学的証拠にもとづく心理学実践（EBPP：Evidence-Based Practice in Psychology）の厳密な評価によって、自閉症スペクトラム障害の最良支援に位置づけられている（Chorpita et al.,  2011)。
その後になされた、特に「発達障害者の強度行動障害に対する行動分析と環境分析の2方向分析モデル」は、発達障害者を取り巻く施設環境の随伴性に対応した環境変容プログラムとして「正の強化の適正配置」に則ったセルフ・モニタリング法により施設職員の支援行動の質が組織的に高められるとともに、その環境変容プログラムならびに強度行動障害（例:自傷行動、他害行動、破壊行動）の随伴性に対応した個別プログラムによって強度行動障害が激減するなど、「個人を取り巻く周囲の環境が変容すれば、個人の行動の変容確率は増大するし、個人の行動が変容すれば、その個人を取り巻く周囲の環境の変容確率も増大する」という３項強化随伴性に依拠した２方向分析モデルが対応困難な強度行動障害に対する有力な分析枠組みと介入技法になり得ることを検証した。この研究は、国際会議(3rd International Congress on Behaviorism and the Sciences of Behavior)のシンポジウムで発表され、その際の指定討論者は行動分析科学の世界的権威でもあるノーステキサス大学のジグリッド・グレーン教授(Sigrid S. Glenn)であった。
それ以外にも不登校やいじめ被害者に対する行動療法や認知行動療法技法の応用・開発研究、集団認知行動療法に立脚した小学生から高校生までの学級規模での抑うつ予防プログラムの開発研究、学校や福祉施設を中心とした難解な行動問題等（いじめ、強度行動障害）を改善する組織的心理臨床アプローチの開発研究、学校臨床や福祉臨床に関する効果的なコンサルテーション・モデルの開発研究を手がけている。このうち，特に集団認知行動療法に立脚した小学生から高校生までの学級規模での抑うつ予防プログラムの基礎研究では小・中・高・大学生の発達段階における肯定的自動思考と否定的自動思考の機能について比較検討するなど 、各年齢段階における抑うつや不安の認知行動モデルの解明を行ってきている。また 、開発研究では小学生 、中学生 、高校生までを対象として 、抑うつ認知過程の修正を中心とした学級規模ないしは学年規模での集団認知行動療法による抑うつ予防プログラムの臨床効果を検討し 、抑うつ 、特性不安 、状態不安 、不登校傾向等が改善されることを明らかにしてきている。
また、アメリカ心理学会理事長も務められたスタンフォード大学教授アーネスト・ヒルガード(Ernest Hilgard)の心理学教育理念の下、1953年の初版から2014年の第16版まで半世紀以上にわたって改訂され続け、アメリカ心理学会公式サイト所収の人名録で「世界中で最も広く、かつ長く使用されている心理学入門書」と評され、これまでフランス語、ドイツ語、ヘブライ語、イタリア語、ポルトガル語、スペイン語、中国語に訳されてきた『ヒルガードの心理学』(“Hilgard's Introduction to Psychology”) の初の日本語版（第13版〜第16版）の監訳者でもある。
『ヒルガードの心理学』第11版(1993年)から臨床心理学と健康心理学の改訂のため執筆陣に加わり、第15版（2009年）から筆頭執筆者となり、第16版でも筆頭執筆者であったが、執筆中の2013年１月に53歳の若さで亡くなったスーザン・ノーレン・ホークセマ(Susan Nolen Hoeksema)イェール大学心理学教授とは親交が深く、彼女の真意に添った日本語版の出版を行っている。

## 来歴
1952年北海道釧路市生まれ。1979年 筑波大学大学院修了、博士（心身障害学）。博士論文：『自閉症児の常同行動に関する行動病理学的研究』  （江崎玲於奈筑波大学学長時代の博士（心身障害学）学位論文第１号［2］。
1998年東京成徳大学人文学部福祉心理学科教授、2000年愛知学院大学文学部心理学科教授等を経て、2003年上越教育大学大学院学校教育研究科教授（2008年改組）、ならびに2005年兵庫教育大学大学院連合学校教育学研究科博士後期課程研究指導担当教授（兼任）などを歴任。2013年退職、2013年上越教育大学名誉教授。

## 所属学会
日本教育心理学会（1976年〜）
日本児童青年精神医学会（1979年〜）
日本特殊教育学会（1979年〜）
日本発達障害学会（1980年〜）
日本小児精神神経学会（1980年〜）
日本社会福祉学会（1980年〜）
日本心理学会（1980年〜）
日本行動療法学会（1980年〜）：(現) 日本認知・行動療法学会
American Association on Mental Retardation（1979年〜）：(presently) American Association on Intellectual and Developmental  Disabilities
Association for Advancement of Behavior Therapy（1979年〜）: (presently) Association for Behavioral and Cognitive Therapies
Society for the Experimental Analysis of Behavior（1979年〜）
日本行動分析学会（1985年〜）
日本心理臨床学会（2000年〜）
日本健康心理学会（2001年〜）
日本認知療法学会（2001年〜）
日本福祉心理学会（2003年〜）
日本カウンセリング学会（2009年〜）

## 受賞
- 日本行動療法学会内山記念賞（1987年）

　受賞論文：自閉症児の全身性自己刺激行動と限局性自己刺激行動に及ぼすartificial DRAとnatural DRAの臨床効果，行動療法研究, 第12巻 2号, 34-49（Clinical effects of artificial DRA and natural DRA on GSSB and LSSB in autistic children. Japanese Journal of Behavior Therapy, 12, 2, 34-49）.
- 財団法人発達科学研究センター発達科学研究教育奨励賞（1987年）

　受賞研究：自閉症児の行動療法における般化と維持の規定要因としての自然的強化随伴性（Natural reinforcement contingencies as a determinant of generalization and maintenance in behavior therapy of autistic children ）
- 日本特殊教育学会研究奨励賞（1990年）

　受賞論文：NDRAにおける玩具選定方法の信頼性. 特殊教育学研究, 第27巻 1号, 1-9（Reliability of a method for selection of toy play behavior for natural differential reinforcement of alternative behavior(NDRA). Japanese Journal of Special Education, 27, 1, 1-9）.

## 主要研究テーマ
- 幼児児童青年を中心とした心理障害の査定方法の開発研究
- 幼児児童青年を中心とした心理障害の形成メカニズムの解明
- 心理障害の形成メカニズムに即した心理療法技法（応用行動分析，行動療法，認知行動療法等）の開発研究
- 強度行動障害に対する行動療法における新たな臨床モデルの開発研究
- 知的障害・発達障害をもつ人のソーシャルスキルに関する応用行動分析プログラムの開発研究
- 不登校に対する行動療法や認知行動療法技法の応用・開発研究
- 集団認知行動療法に立脚した児童・生徒の学級規模での抑うつ予防プログラムの開発研究
- 学校や福祉施設を中心とした難解な行動問題等を改善する組織的心理臨床アプローチの開発研究
- 学校臨床や福祉臨床に関する効果的なコンサルテーション・モデルの開発研究

## 著書

### 単著
- 『自閉症児の常同行動に関する行動病理学的研究』（風間書房, 1995）

　　（平成6年度文部省科学研究費補助金「研究成果公開促進費」交付による）

### 共著・編著など
- 『誠信　心理学辞典［新版］』（福祉領域責任編集, 誠信書房, 2014）
- 『福祉臨床心理学（講座臨床心理学4）』（共編，コレール社, 2002）
- 『心理学基礎事典』(共著, 至文堂, 2002)
- 『発達障害の理解と援助』(共著, コレール社, 1999)
- 『研究論文のまとめ方』(共著, 文化書房博文社, 1997)
- 『自閉症児の行動療法（行動療法ケース研究 8）』(共著, 岩崎学術出版社, 1990)

　　 他

### 翻訳・監訳
- 『ヒルガードの心理学（第16版）』（監訳，金剛出版,2015） (Susan Nolen-Hoeksema, Barbara L.Fredrickson, Geoffrey R.Loftus, Christe Loftus, G. R.: Atkinson & Hilgard’s Introduction to Psychology, 16th Ed." Engage Learning EMEA, 2014)
- 『ヒルガードの心理学（第15版）』（監訳，金剛出版, 2012） (Nolen-Hoeksema, S., Fredrickson, B., Loftus, G. R., & Wagennaar W. A.:  Atkinson and Hilgard's Introduction to Psychology], 15th Ed.. Wadsworth Cengage Learning:  EMEA, 2009)
- 『ヒルガードの心理学（第14版）』（監訳，ブレーン出版, 2005） (Smith, E. E., Nolen-Hoeksema, S.,  Fredrickson, B., & Loftus, G. R.: Atkinson & Hilgard’s Introduction to Psychology,14th.Ed.. Wadsworth/Thomson Learning:  Belmont, 2003)
- 『ヒルガードの心理学（第13版）』（監訳，ブレーン出版, 2002） (Atkinson, R. L., Atkinson, R. C., Smith, E. E., Bem, D. J., & Nolen-Hoeksema, S.: Hilgard’s Introduction to Psychology,13th. Ed..  Harcourt College Publishers ; Fort Worth, 2000)
- 『障害とリハビリテーション大事典』(共訳, 湘南出版社, 2000)  (Dell Orto, A. E., & Marinelli, R. P. (Eds.): Encyclopedia of Disability and Rehabilitation. Macmillan Publishing: California,1995)
- 『発達障害に関する10 の倫理的課題』(共訳, 二瓶社, 1998)  (Hayes,L.J.,Hayes,  G.J.,Moore,S.C., &  Ghezzi, P. M.: Ethical Issues in Developmental Disabilities. Context Press; NV. 1994)

　　他

## 論文
- CiNii 内田一成

## 参考
- 国立国会図書館 ヒルガードの心理学(第16版) (2015) ISBN 978-4-7724-1438-8.
- 国立国会図書館 ヒルガードの心理学(第15版) (2012) ISBN 978-4-7724-1233-9.
- 国立国会図書館 ヒルガードの心理学(第14版) (2005)  ISBN 978-4892428197.
- 国立国会図書館 ヒルガードの心理学(第13版) : Hilgard's introduction to psychology (2002) ISBN 978-4892426810.
- 国立国会図書館 福祉臨床心理学 (2002) ISBN 4-87637-308-6.
- 国立国会図書館 自閉症児の常同行動に関する行動病理学的研究 (1995) ISBN 978-4-7599-0918-0.